# Rivière Brooks
Rivière Brooks är ett vattendrag i Kanada.   Det ligger i provinsen Québec, i den sydöstra delen av landet, 300 km öster om huvudstaden Ottawa.
Omgivningarna runt Rivière Brooks är en mosaik av jordbruksmark och naturlig växtlighet. Runt Rivière Brooks är det mycket glesbefolkat, med 7 invånare per kvadratkilometer.